# Ходж, Джон (политик)
Джон Ходж (англ. John Hodge, 29 октября 1855, Линкебёрн, графство Эршир, Шотландия, Великобритания — 10 августа 1937) — британский профсоюзный и государственный деятель, министр труда (1916—1917), министр по делам пенсий (1917—1919) Великобритании.

## Биография

### Профсоюзный лидер
Учился в гимназии Хатчессона в Глазго (Шотландия). В тринадцать лет бросил школу, чтобы стать клерком адвоката, а затем работал в бакалейной лавке; чуть позже устроился на металлургический завод как и его отец в качестве пудлинговщика. Именно здесь он включился в профсоюзное движение.
В 1885 г. он участвовал в создании крупного профсоюза — Ассоциации британских сталеплавильных печей (BSSA), был избран ее секретарем. занимал эту должность до 1917 г. К лету 1886 г. практически каждый металлургический завод в Шотландии стал ее членом, а к 1888 г. BSSA вошла в Британский конгресс тред-юнионов (TUC). BSSA редко организовывала забастовки, но Хожу при этом удалось договориться об увеличении заработной платы наемным работникам.
Он также принял участие в создании Шотландской ассоциации Миллмена — Объединенного общества сталелитейщиков и металлургов, выступая в качестве его секретаря и казначея в течение года (1888—1889), прежде чем его члены смогли провести выборы. В 1892 г. избирался президентом конгресса тред-юнионов Великобритании.
С 1917 по 1931 гг. — президент Конфедерации металлургической промышленности (ISTC).

### Политический и государственный деятель
С 1897 по 1901 г. входил в городской совет Манчестера. Неудачно баллотировался в Палату общин Великобритании в 1900 и 1903 гг., был избран в 1906 г. от Лейбористской партии.
С вступлением Великобритании в объявила войну и вступила в Первую мировую войну в 1914 г. он занял патриотическую (социал-шовинистическую по мнению критиков) позицию и раскритиковал других лейбористских политиков за то, что они выступили против нее. С 1915 по 1916 г. являлся исполняющим обязанности председателя лейбористской партии. В 1916 г. входил в состав комиссии по расследованию военных действий в Месопотамии. Он также был избран президентом Британской ассоциации производителей железа, стали и родственных товаров, которую он помог создать с другими профсоюзами железа и стали, также был председателем Национальной лиги британского рабочего «патриотического труда».
В 1916—1917 гг. — первым занимал пост министра труда Великобритании. В этой должности утверждал, что все забастовки в военное время были актами измены, и успешно заставил бастующих котельщиков вернуться к работе, угрожая обвинить их в государственной измене в рамках «Закона о защите королевства» (1914).
В 1917—1919 гг. министр по делам пенсий. На выборах 1918 г. переизбирался как один из немногих «коалиционных лейбористов», поддерживавших правящую коалицию. В 1919 г. он снялся в фильме «Разбит в войнах» режиссера Сесиля Хепуорта, чтобы популяризировать социальный фонд, созданный для бывших военнослужащих.
Уйдя из политической жизни в 1923 г., продолжал выступать против проведения забастовок, в частности, против Всеобщей стачки 1926 года.